# 和歌山県立自然博物館
和歌山県立自然博物館（わかやまけんりつしぜんはくぶつかん）は和歌山県海南市にある自然をテーマにした博物館。1979年に国際児童年の記念事業として計画立案され、植物・生物・地学等自然科学に関する資料の収集・保管・展示と調査研究を目的として1982年に開館した。
子供向けにカードの配布など様々な取り組みを行っている。

## 施設
- 第1展示室 - 水族館コーナー（幅15m一枚ガラスの大水槽有）
- 第2展示室 - 標本コーナー
- レクチャールーム（映像設備有）
- 休憩室

## 建築概要
- 敷地面積 - 3078m2
- 延床面積 - 2613m2
- 構造 - 鉄筋コンクリート造
- 所在地 - 〒642-0001 和歌山県海南市船尾370番地の1

## 交通アクセス
- 和歌山バス琴の浦停留所下車、徒歩約2分
  - 南海和歌山市駅、JR和歌山駅から和歌山バスのマリーナシティ/海南駅前行きに乗車
  - JR海南駅から和歌山バスのマリーナシティ/南海和歌山市駅/JR和歌山駅行きの乗車

## 周辺情報
- 温山荘園 - 隣接地にある日本庭園
- 和歌山マリーナシティ
- 海南発電所